# Erik Asklund

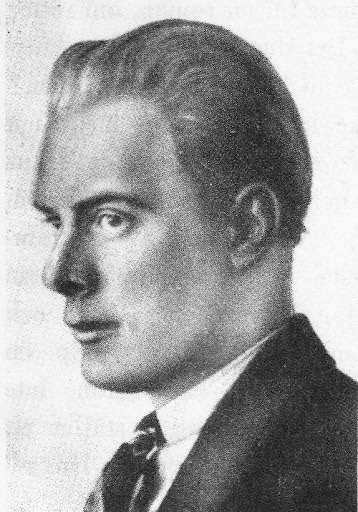
Erik Asklund

Erik Asklund (* 20. Juni 1908 in Stockholm als Lars Erik Josef Larsson; † 6. November 1980 ebenda) war ein schwedischer Schriftsteller und Drehbuchautor.

## Leben
Asklund wurde als Sohn des Sägewerkarbeiters Lars Gustaf Larsson und seiner Frau Amanda Zander im Stadtbezirk Södermalm geboren. Er wuchs in ärmlichen Verhältnissen auf und musste bereits im Alter von 9 Jahren zum Lebensunterhalt der Familie beitragen. Schon als Kind hatte er ein starkes Leseinteresse und wollte Schriftsteller werden. Asklund besuchte mit seinem Freund Josef Kjellgren das Stockholmer Arbetarinstitutet, an dem populärwissenschaftliche Vorlesungen über Literatur und Weltanschauungsfragen gehalten wurden und hörte sich politische Diskussionen an. Bald begannen er und Kjellgren Gedichte und Prosaskizzen zu schreiben, die sie anfangs der Mitgliederzeitung einer kirchlichen Jugendvereinigung überließen. Etwas später begannen sie Gedichte und Novellen an Tageszeitungen und Zeitschriften zu verkaufen. Im Alter von 20 Jahren kam er in Kontakt mit anderen jungen Arbeiterschriftstellern wie Artur Lundkvist und Gustav Sandgren. 1929 debütierte Asklund als Teil der modernistischen Schriftstellerriege Fem unga (deutsch Die jungen Fünf) mit der gleichnamigen Anthologie, die modernistische Poesie und Prosa enthielt. Fem unga bestand neben Asklund aus Lundkvist, Kjellgren, Sandgren und Harry Martinson. Im selben Jahr erschien sein erster eigener Roman Bara en början (deutsch Nur ein Anfang). Damit wurde Asklund für den Rest seines Lebens Berufsschriftsteller.
In vielen Werken schildert er das Stockholm des frühen 19. Jahrhunderts aus Sicht eines Arbeiterschriftstellers. Er besaß im Unterschied zu Kjellgren keine starke politische Überzeugung. Asklund war insgesamt ein aufmerksamer Beobachter, bezog aber in seinen Werken keine feste Position. Damit erscheinen seine Schilderungen über Armut und Ungerechtigkeit in der oft brutalen Gesellschaft, in der er aufwuchs, ohne soziale Indignation.
Ab 1940 war er mit der Schwester von Olof Lagercrantz, Lis Asklund, verheiratet, die sich jedoch im Jahr 1980 von ihm scheiden ließ.

## Werke (Auswahl)

### Bücher
| - Fem unga, antologi, 1929 - Bara en början, 1929 - Ogifta, 1931 - Modern lyrik, antologi, 1931 - Kvinnan är stor, 1931 - Frukt, 1932 - Lilla land, 1933 - Fanfar med fem trumpeter, 1934 - Svensk idyll, 1937 - Modisterna, 1937 - Den vita ön, 1938 - Solo i kör, 1938 - Ynglingaresan, 1941 - Stad i Norden, 1941 - Silverligan, 1941 - Torkel Oxdrivare, 1942 - Fattigkrans, 1943 - Avsikter, antologi, 1945 - Stockholm - sommarstaden (deutsch: Stockholm, die Sommerstadt), 1946 - Människor under jorden, 1947 - Ensamma lyktor, 1947 | - Manne, 1949 - Stockholm bakom fasaden, 1949 - Skeppsholmen, 1950 - Röd skjorta, 1951 - Mormon Boy, 1951 - Se min stad, 1953 - Yngling i spegel, 1955 - Söder om Trosa, 1956 - Kvarteret Venus, 1957 - Gäst i naturen, 1958 - Prosadikter, 1958 - Brokigt sällskap, 1958 - Boken om Manne, 1959 - Stadens sånger, antologi, 1962 - Bröderna i Klara, 1962 - Livsdyrkarna, 1963 - Under Stockholms broar, 1964 - Drakens Gränd, 1965 - Staden mellan broarna, 1965 - Stockholm och skärgården, 1981 |

### Drehbücher
- Åh, en så'n grabb, 1939
- Adolf i eld och lågor, 1939
- Söderpojkar (basierend auf Fanfar med fem trumpeter), 1941

## Preise und Auszeichnungen
- Literaturpreis der Zeitung Vi 1951